# In the Wake of the Bounty
Pour les articles homonymes, voir Les Révoltés du Bounty.
Pour plus de détails, voir Fiche technique et Distribution.
In the Wake of the Bounty est un film semi-documentaire australien réalisé par Charles Chauvel, sorti en 1933.

## Synopsis
S'alternent ici une reconstitution historique de la célèbre mutinerie de la Bounty et la visite guidée, dans les années 1930, de l'île Pitcairn où les mutins s'étaient installés pour échapper à la cour martiale, et y fonder ainsi une nouvelle communauté dont on croise les descendants.

## Fiche technique
- Titre : In the Wake of the Bounty
- Réalisation : Charles Chauvel
- Scénario : Charles Chauvel
- Production : Charles Chauvel
- Photographie : Tasman Higgins
- Montage : William Shepherd
- Pays d'origine : Australie
- Format : Noir et blanc - 1,37:1 - Mono
- Genre : Action et drame
- Durée : 66 minutes
- Date de sortie : 1933

## Distribution
- Arthur Greenaway : Narrateur
- Mayne Lynton : William Bligh
- Errol Flynn : Fletcher Christian
- John Warwick : Midshipman Young

## Autour du film
- Premier film d'Errol Flynn.
- Si Errol Flynn n'a jamais été un descendant direct de Fletcher Christian, comme l'a longtemps prétendu le département publicitaire de la Warner Bros, en revanche il compte bien un membre de la Bounty parmi ses ancêtres, du côté de sa mère : Ned Young, ici joué par John Warwick (en).